# Giubiasco
Giubiasco è un quartiere di 9 552 abitanti della città svizzera di Bellinzona, sito nel Canton Ticino.

## Geografia fisica
Giubiasco è situato nella valle del fiume Ticino sul limite del Piano di Magadino.

## Storia

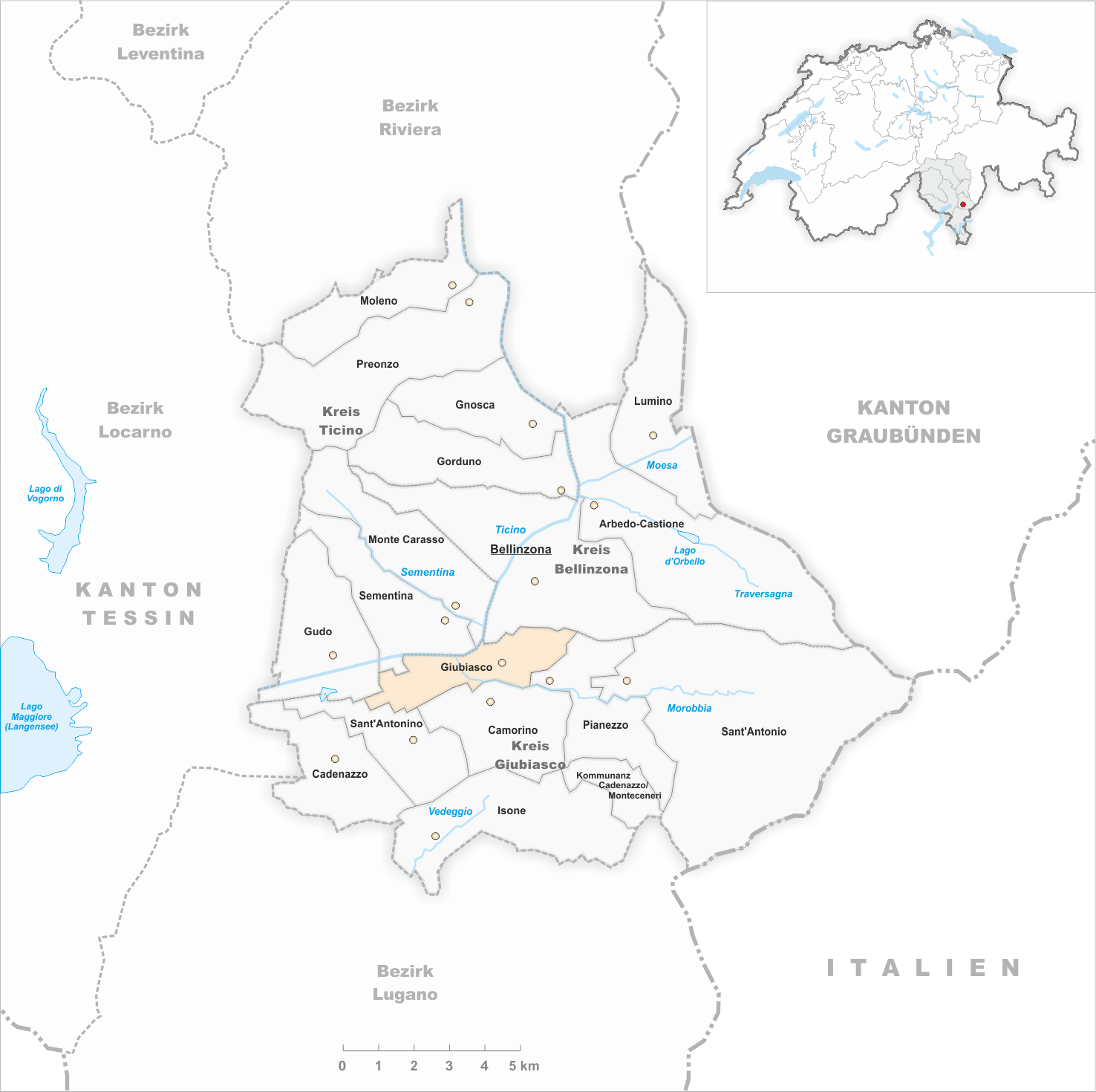
Il territorio del comune di Giubiasco prima degli accorpamenti comunali del 2017

Fino al 1º aprile 2017 è stato un comune autonomo che nel 1867 aveva inglobato il comune soppresso di Vallemorobbia in Piano e che si estendeva per 6,2 km²; il 2 aprile 2017 è stato accorpato al comune di Bellinzona assieme agli altri comuni soppressi di Camorino, Claro, Gnosca, Gorduno, Gudo, Moleno, Monte Carasso, Pianezzo, Preonzo, Sant'Antonio e Sementina.

## Monumenti e luoghi d'interesse
- Chiesa parrocchiale della Madonna Assunta (XIII secolo)[2]
- Chiesa di San Giobbe (1627), all'interno della quale spiccano una serie di stucchi e una pala d'altare eseguita dal pittore Alessandro Gorla.[3]

## Società

### Evoluzione demografica
L'evoluzione demografica è riportata nella seguente tabella:
Abitanti censiti

## Amministrazione
Ogni famiglia originaria del luogo fa parte del cosiddetto comune patriziale e ha la responsabilità della manutenzione di ogni bene ricadente all'interno dei confini della frazione.

### Gemellaggi
- Prilly, dal 2003[senza fonte]